# Love♡Wars
「LoveWars」在2010年3月31日由Queen & Elizabeth發售的單曲。

## 概要
- 『假面騎士W』和AKB48合作組成・Queen & Elizabeth（板野友美、河西智美）的單曲。組合的詳細参照#Queen & Elizabeth。
- 分為4種形發售，每張封面和CD・DVD的收錄曲和特典都不同。

## 收錄曲

### 初回生産限定盤A
- 板野友美主要封面仕様

CD
1. LoveWars
（作詞：藤林聖子 / 作曲・編曲：鳴瀬シュウヘイ / Guitar：AYANO!）
朝日電視台系特撮テレビドラマ『假面騎士W』的插入曲。
2012年以前AKB48唯一相關的組合，由秋元康作詞及制作的作品，作詞是平成以後假面騎士系列的樂曲藤林聖子負責。
2. LoveWars (ACO Edit.)
3. LoveWars (instrumental)
4. LoveWars (ACO Edit.) (instrumental)
5. LoveWars (Tomomi Itano solo Edit.)

DVD
1. LoveWars (Music Film)
2. Making of LoveWars

特典
- イベント参加券
- トレーディングカード（全3種其中1枚隨機封入）

### 初回生産限定盤B
- 河西智美主要封面仕様

CD
1. LoveWars
2. LoveWars (ACO Edit.)
3. LoveWars (instrumental)
4. LoveWars (ACO Edit.) (instrumental)
5. LoveWars (Tomomi Kasai solo Edit.)

DVD
1. LoveWars (Music Film)
2. Making of LoveWars

特典
- イベント参加券
- トレーディングカード（全3種其中1枚隨機封入）

### 封面C
CD
1. LoveWars
2. LoveWars (ACO Edit.)
3. LoveWars (instrumental)
4. LoveWars (ACO Edit.instrumental)

DVD
1. LoveWars(Music Film)

### 通常盤（封面D）
CDのみ
1. LoveWars
2. LoveWars (ACO Edit.)
3. LoveWars (instrumental)
4. LoveWars (ACO Edit.) (instrumental)
5. 風都タワー
  - 歌 - ジミー中田 (C.V.冨田佳輔)

## Queen & Elizabeth
「Queen & Elizabeth」是朝日電視台系特撮テレビドラマ『假面騎士W』和AKB48的期間限定組合。隨『假面騎士W』的播放完結活動也进入休止。
成員
『假面騎士W』本編由板野和河西出演。作中的設定参照假面騎士W#登場人物#風都偵緝隊。
- 板野友美（Queen）
- 河西智美（伊莉莎白）

## 備注
1. ↑  『假面騎士W』放映終了

## 外部連結
- 假面騎士W×Queen&伊莉莎白 （页面存档备份，存于）